# Королевские стены

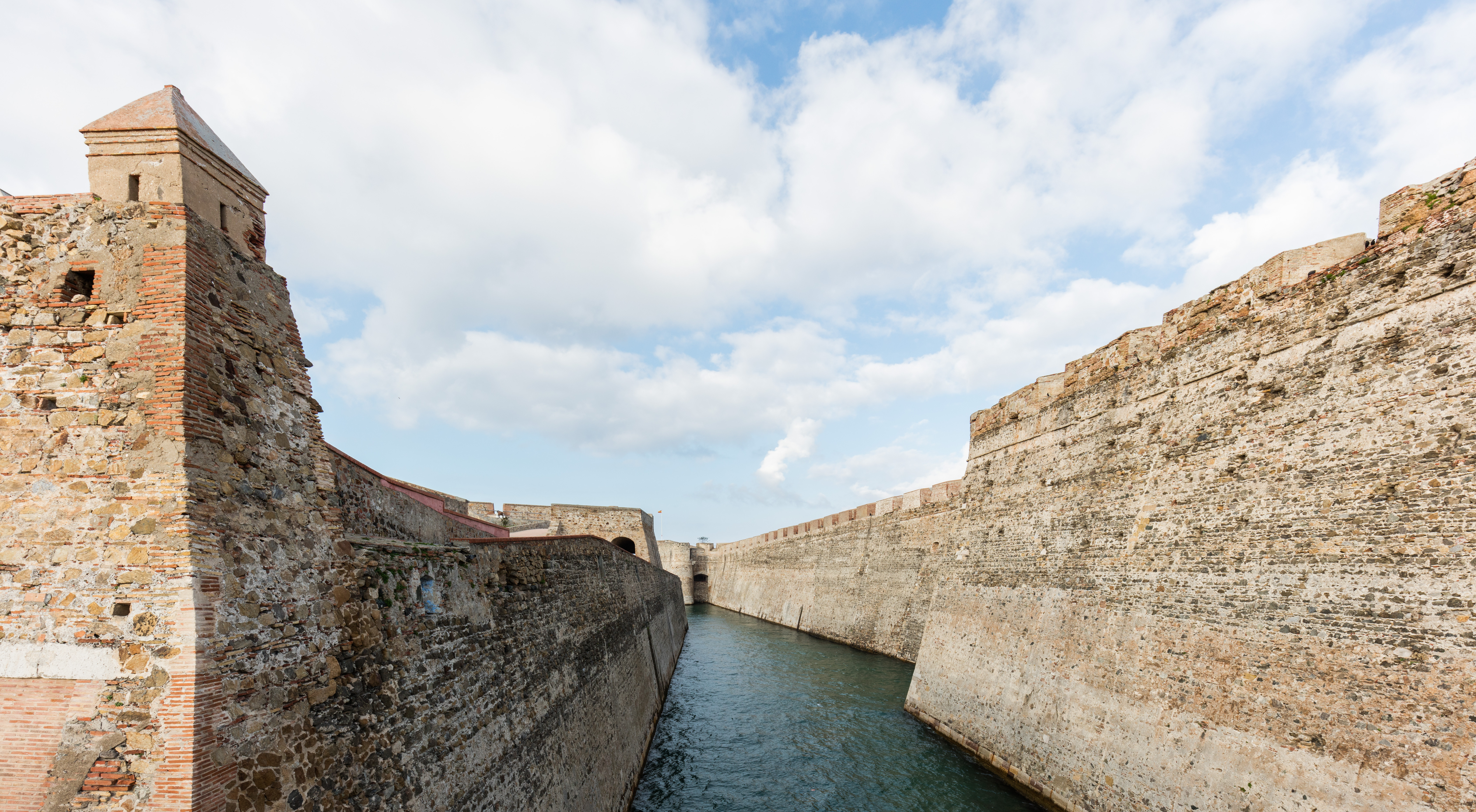
Королевские стены и ров

Королевские стены (исп. Murallas Reales de Ceuta) — комплекс защитных сооружений в Сеуте.
Стены представляют собой линию укреплений. Это своего рода уникальная достопримечательность города: стены в своей самой старой части датируются 962 годом, а самые современные — XVIII веком. При этом, в значительной степени они остались нетронутыми, за исключением некоторых внешних укреплений, и включены в список испанских объектов культурного интереса Bien de Interés Cultural.
Территория Сеуты была важным форпостом ещё со времён Карфагена и Рима и имела укрепления по крайней мере с V века, а вероятно, и до нашей эры.
На месте римских укреплений Абд ар-Рахман III начал строительство новых стен на перешейке полуострова Альмина в 957 году. Они были завершены Аль-Хакамом II в 962 году. Строительство в XIII-XIV вв продолжили Мариниды.
После завоевания Сеуты в 1415 году, португальцы продолжали укреплять город, к 1540-м годам достроив стены Маринидов, включая бастионы, судоходный ров и подъёмный мост. Некоторые из этих бастионов сохранились до настоящего времени — Кораса-Альта, Бандера и Мальоркинес.
В 1669 году Сеута стала частью Королевства Испании после распада Иберийской унии. Стены в южной части города были серьёзно повреждены во время шторма в 1674 году, но были быстро восстановлены. Впоследствии были добавлены некоторые внешние укрепления для укрепления Королевских стен.
Королевские стены сыграли значительную роль в осаде Сеуты, которая началась в 1694 году. Всякий раз, когда в боях наступал перерыв, испанцы добавляли больше внешних укреплений. Осада была снята в 1720 году после прибытия подкрепления, и внешние укрепления были полностью перестроены на этом этапе. Сеута была снова осаждена в 1721 году, но к этому времени укрепления были намного сильнее, и последняя попытка мавров взять город закончилась в 1734 году.
Дальнейшие изменения в укреплениях были сделаны в 1730-х годах. Еще одна мавританская осада произошла в 1790—1791 гг, но атака была отражена. Во время Наполеоновских войн город был занят британскими войсками, союзными Испании. В XIX веке Королевские стены как защитное сооружение уже устарели.
Часть стен, особенно внешние укрепления, были снесены, чтобы освободить место для расширения города. Однако, Королевские стены, ров и первая линия внешних укреплений остались нетронутыми, часть укреплений была восстановлена. 3 июля 1985 года стены были объявлены объектом испанского наследия. В 2007 году по инициативе телеканала Antena 3 и радиостанции Onda Cero выбирались «12 сокровищ Испании». Королевские стены были одним из 100 кандидатов и единственной достопримечательностью Сеуты в этом конкурсе.

## Галерея

Королевские стены Сеуты

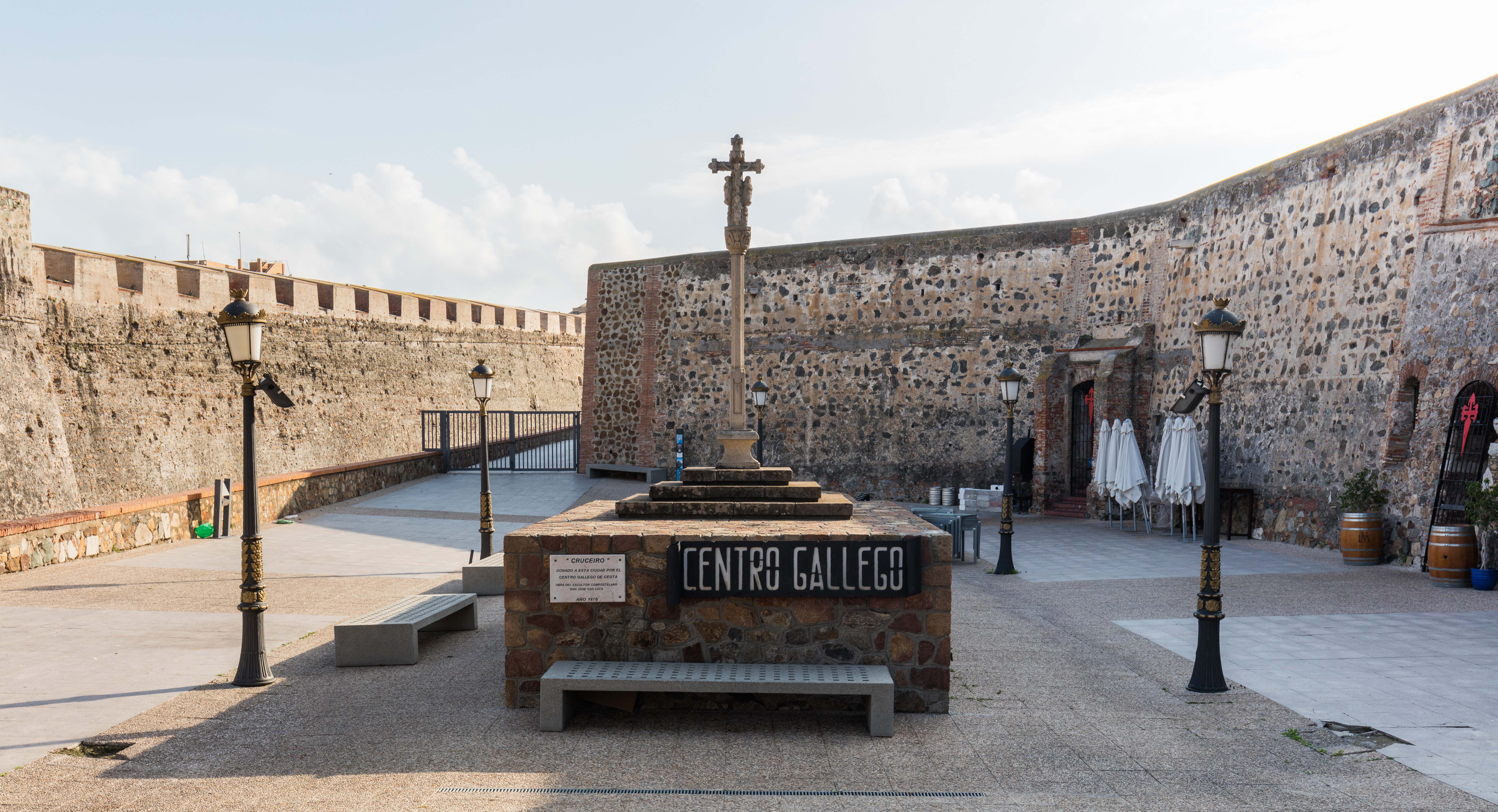
Памятник
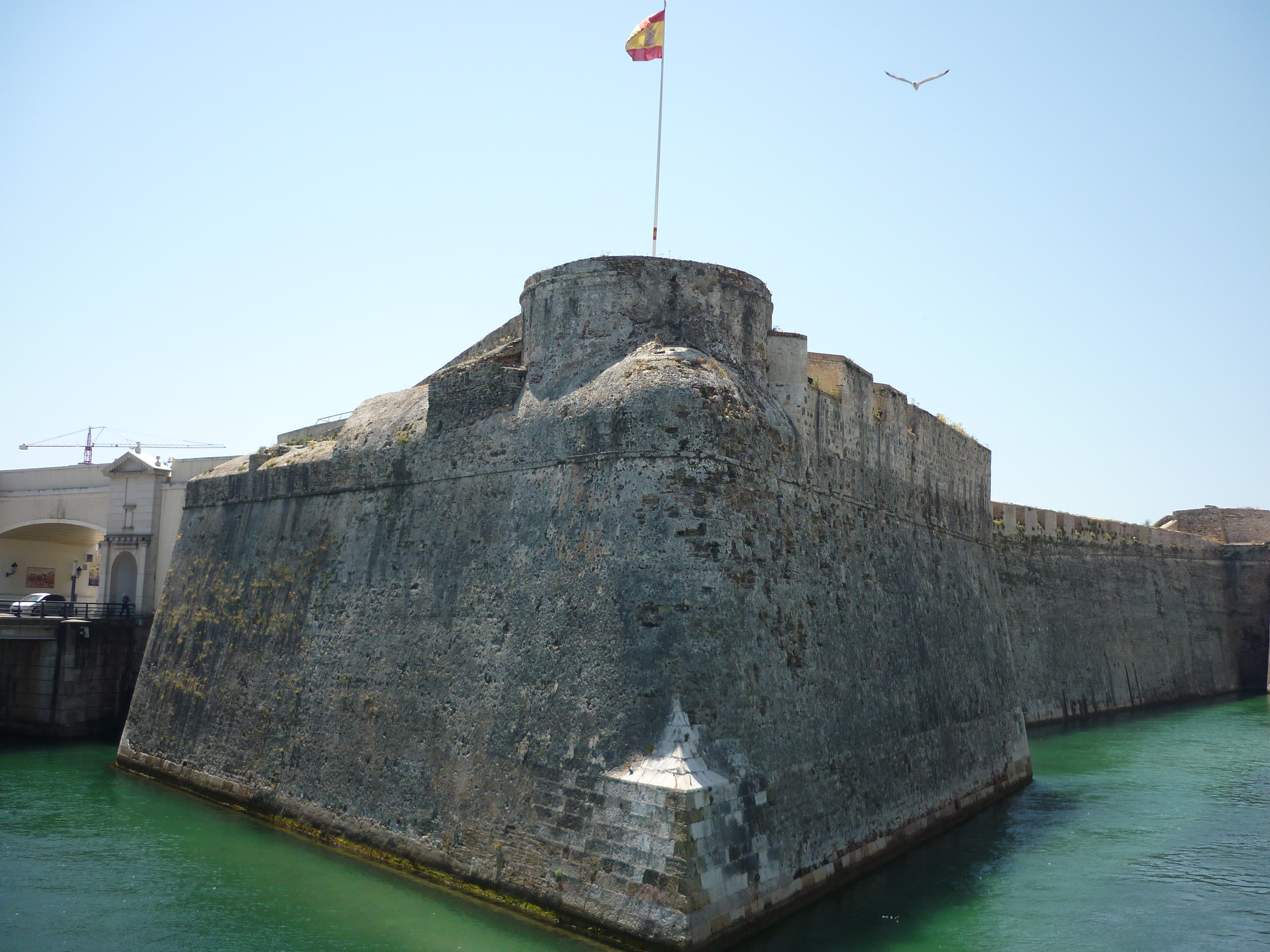
Бастион Бандера
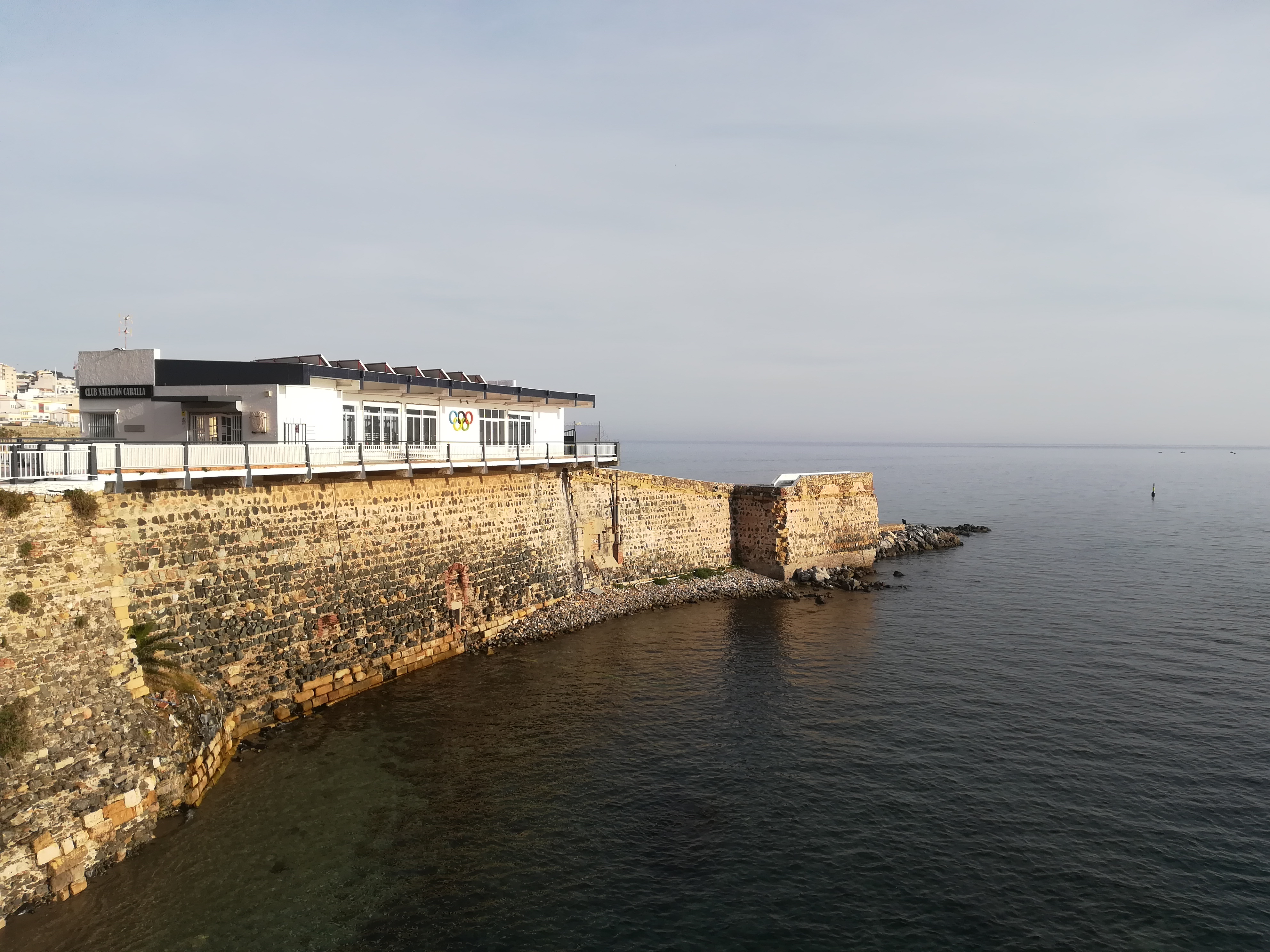
Стена на берегу моря
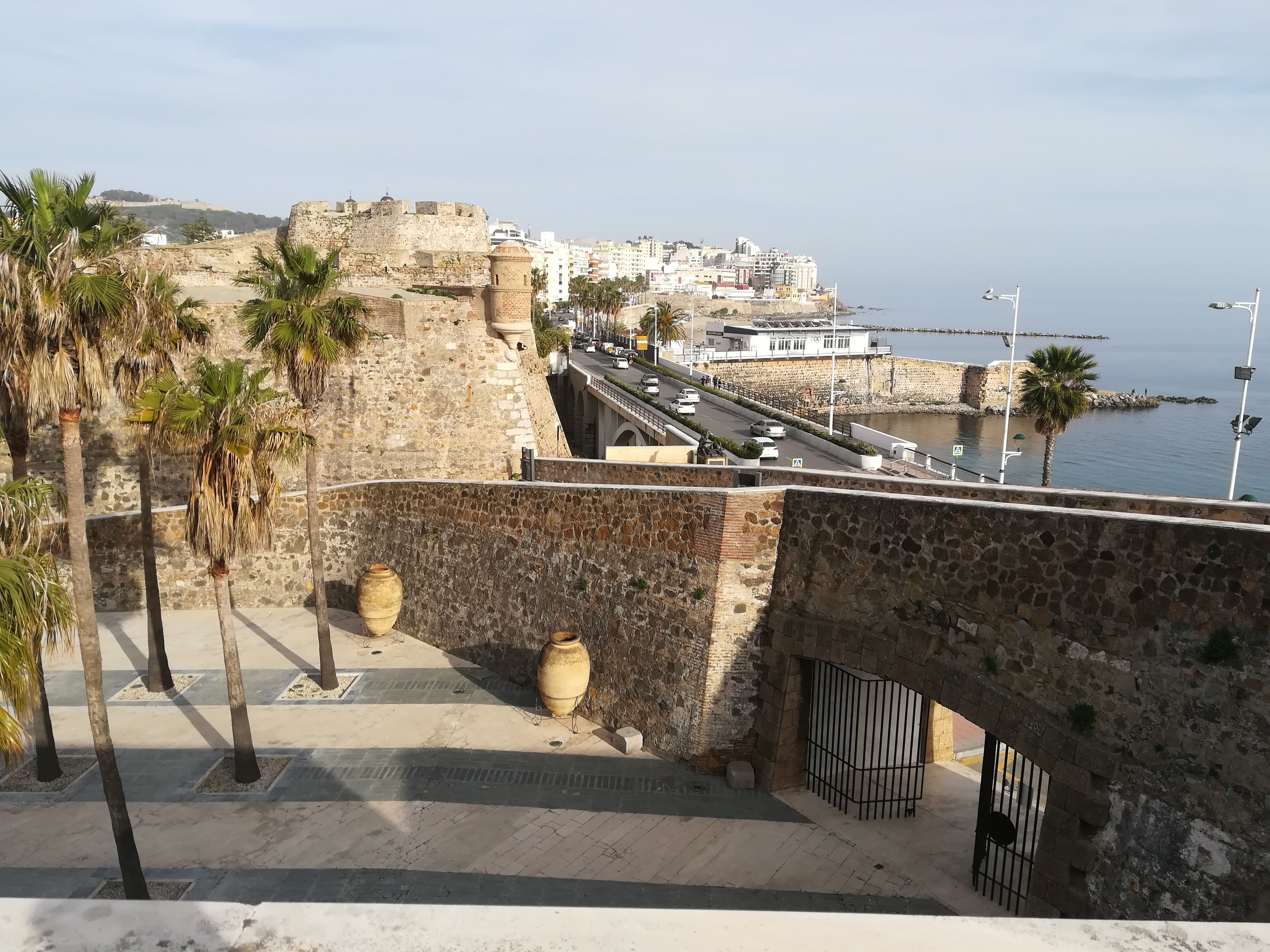
Бастион Санта-Ана